# 村田信之
村田 信之（むらた のぶゆき、1966年5月27日 - ）は、日本のジャーナリスト、政治家、大学教員、一般社団法人ストーンスープ代表理事。

## 概要
長崎県出身。海星高等学校卒業。高校ではラグビー部に所属し、3年生のときに長崎県代表チームとして奈良国体に出場した。
早稲田大学政治経済学部政治学科卒業。大学では佐佐木幸綱のゼミに所属。大学在学中からフリーライターとして新聞や雑誌に寄稿していた。
1993年に蓮舫と結婚していたが、2020年に離婚。
2002年より早稲田大学の「グローバル・エデュケーションセンター」の設置科目である「たくましい知性を鍛える」の前身である通称大隈塾「21世紀日本の構想」に関わっていた。これは奥島孝康と田原総一朗によって立ち上げられて、当初は毎週政財界のゲストを迎えて学生に成功談や失敗談をシャワーのように浴びせるというものであった。これを村田が授業担当であった2017年に運営体制を大きく見直す。新たになった体制の最大の特徴は、運営のほぼ全てを学生が担うということであった。幹部学生と実務面を支えるスタッフを中心に、学生の声を取り入れながら履修する学生の選抜や講師の選定や授業設計を行うという体制になった。
早稲田大学で公共経営学を教えていた際に、東日本大震災で学生を連れてボランティアのために沿岸に来たことがきっかけとして釜石市とつながる。そして2020年8月には釜石市に移住する。
2023年の岩手県釜石市議会議員選挙に出馬してトップ当選する。この市議選では蓮舫の元夫であるということを前面に出していた。蓮舫からは心から応援するというメッセージが送られていた。9月1日には蓮舫も応援演壇に立ち支持を訴えていた。